# Kalenda
Kalenda vagy Kalanda, Calenda (?–1209) magyar katolikus főpap.

## Élete
A Magyar Archontológiában 1199 és 1209 között töltötte be a veszprémi megyés püspöki széket. A veszprémi káptalan – csel vagy erőszak folytán – elvesztette Zalamerenye birtokrészt. Imre magyar király 1203-ban – a főpap kérésére – Cumpurdinus ispánt küldte ki, abból a célból, hogy járja körül a birtok határait és állítsa helyre a III. Béla alatti állapotot, továbbá felmenti a veszprémi püspökség földjén lakókat minden, a király iránti kötelezettség alól.